# Álvaro de Bazán
Álvaro de Bazán y Guzmán (Granada, 12 de diciembre de 1526-Lisboa, 9 de febrero de 1588), I marqués de Santa Cruz, grande de España de segunda clase, I señor y marqués de la villa del Viso y I señor de la villa de Valdepeñas, fue un militar y almirante español del siglo XVI. Ofició como comendador mayor de León y de Villamayor, Alhambra y La Solana en la Orden de Santiago, miembro del Consejo de su Majestad Felipe II y capitán general del Mar Océano y de la gente de guerra del Reino de Portugal.
Almirante líder tanto en el Mediterráneo como en el Atlántico, se le considera el mayor comandante naval de la historia de España. Fue pionero en el desarrollo de la guerra anfibia y el uso de los galeones ibéricos como buques de guerra, además de otras técnicas y embarcaciones diseñadas por él mismo, lo que haría posible muchos de los éxitos logísticos y militares de la Monarquía Hispánica. Se le atribuye el logro de no haber perdido jamás una batalla bajo su mando, habiéndose enfrentado a franceses, ingleses y musulmanes en una carrera de casi cincuenta años.
Era hijo del también almirante invicto Álvaro de Bazán el Viejo, desarrollador de galeones, del que heredó el señorío de Viso del Marqués, donde construyó el Palacio del Marqués de Santa Cruz, hoy Archivo General de la Marina. Su propio hijo y heredero Álvaro de Bazán y Benavides se destacó como otro prestigioso comandante naval en el Mediterráneo.

## Biografía

### Origen familiar
Álvaro de Bazán y Guzmán era descendiente de Íñigo López, hermano de Lope Iñiguez, V señor de Vizcaya, la familia Bazán tenía ascendencia navarra. El escudo de la familia era un tablero de ajedrez, según un dicho popular por jugar Bazán a este juego antes de las batallas. En el de los marquesado se han añadido las ocho cruces de San Andrés que rodean al tablero de ajedrez.
Ya en el siglo XIV, Juan González de Bazán se instaló en Castilla y fue nombrado por el rey Enrique II de Castilla su Camarero Mayor, recibiendo varias villas en tierras de Valladolid. El linaje Bazán siguió sirviendo a los reyes de Castilla y a finales del siglo XV estaba ya emparentado con lo más granado de la nobleza castellana. Su abuelo, también llamado Álvaro de Bazán, sirvió a los Reyes Católicos, siendo capitán general en la Guerra de Granada. En 1487 conquistó la villa de Fiñana que le fue concedida como señorío y además recibió el cargo de mayordomo de la encomienda de Castroverde.
Su padre, Álvaro de Bazán “el Viejo” fue marino. En la Guerra de las Comunidades de Castilla levantó una hueste a su costa. En 1526 sustituyó a Juan de Velasco en el cargo de general de galeras de España. Entre otras acciones militares, Bazán “el Viejo” se destacó por la toma de One en Tremecén y su participación en la Jornada de Túnez, junto a Carlos I de España. Nombrado capitán general del Mar Océano, derrotó a los franceses en la batalla naval de Muros.

### Primeros años
Álvaro de Bazán y Guzmán nació en Granada (en la actual confluencia de la calle Reyes Católicos y Gran Vía, donde se abre la plaza de Isabel la Católica) donde se encontraba destinado su padre, quien ese mismo año tomó posesión como capitán general de las Galeras de España. Su madre, Ana de Guzmán, era descendiente inmediata del conde de Teba y marqués de Ardales.
A fin de que su hijo se iniciara en la vida social a tenor de su alcurnia, Álvaro de Bazán “el Viejo” solicitó al rey Carlos I de España un hábito de Santiago cuando contaba menos de tres años. El emperador concedió la petición en una cédula especial dictada en Toledo en 1529.
Otra cédula expedida en Madrid en marzo de 1535 lo nombró alcaide del castillo de Gibraltar con solo ocho años. Con este nombramiento pretendió premiar los actos de su familia e incentivar los deseos del niño de emular a su padre en el servicio de Carlos I. Así el emperador indicaba: 

Acatando vuestra suficiencia y habilidad y los muchos y leales servicios que el dicho vuestro padre nos ha hecho y esperamos que vos nos haréis
O´Donnel (1998, p. 275)

Con nueve años corría por la cubierta de la nave capitana de su padre haciendo así su aprendizaje náutico. Tuvo por tanto desde bien pequeño oportunidad de establecer contacto con un ambiente marinero.

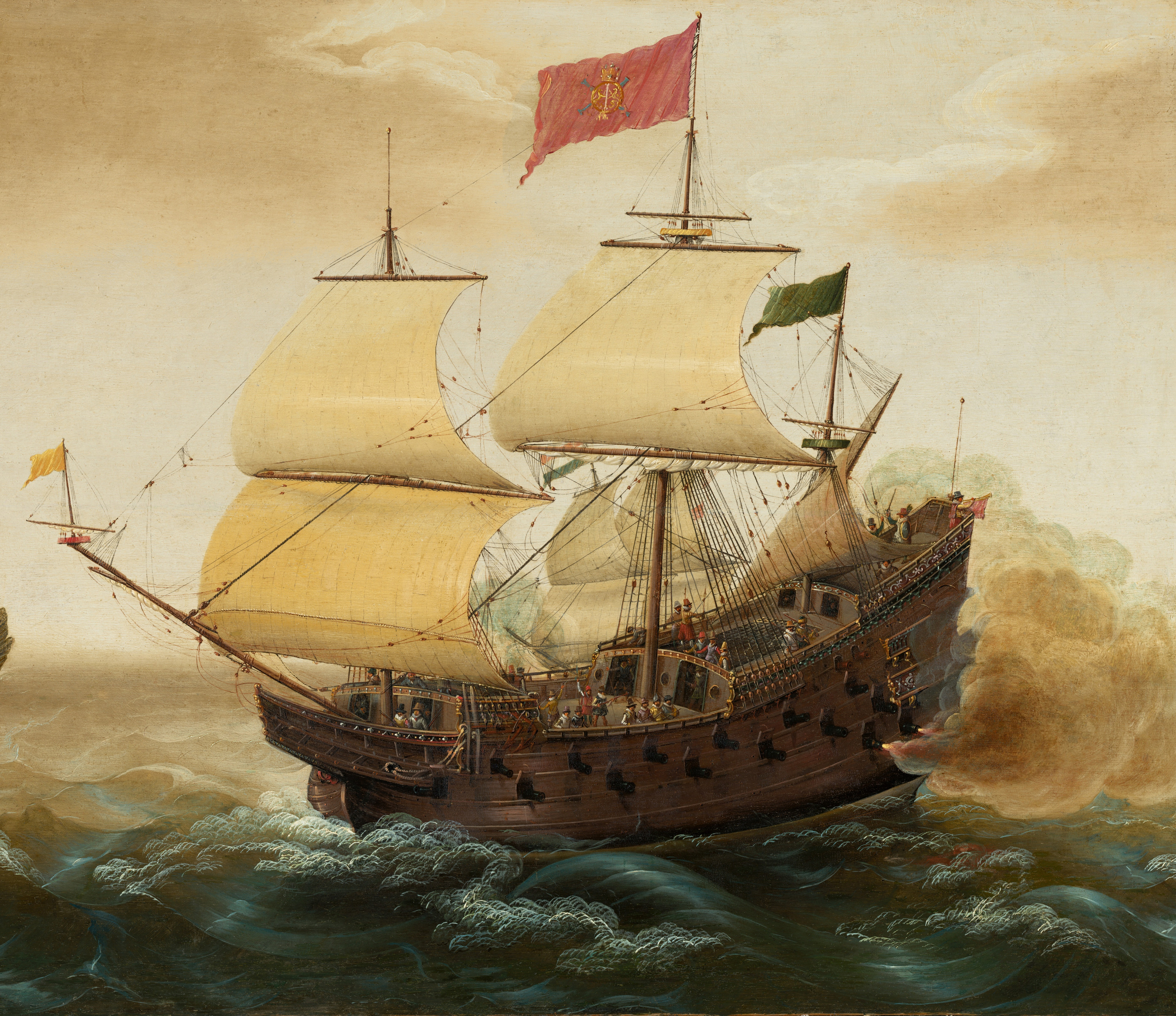
Galeón español.

Su ayo fue Pedro González de Simancas, que le proporcionó una instrucción humanística muy esmerada y le hizo tener en gran estima a poetas y humanistas, a los que siempre protegió y de los que fue mecenas.
En 1538 acompañó por primera vez a su padre en una de sus expediciones, aunque se desconocen los detalles del itinerario. Junto a su padre adquirió experiencia y práctica sobre las maniobras marineras. A los diecisiete años se trasladó a Santander con su padre, donde tomó conocimiento de la tradición marinera del norte con sus distintos modelos de naves. 
Participó junto a su padre en la batalla de Muros (1544) en la costa gallega, que terminó con una rotunda victoria española que causó en los franceses tres mil bajas. Tras la victoria, su padre le concedió el mando de la escuadra mientras él se dirigió a Santiago de Compostela en acción de gracias y después a Valladolid a informar de la victoria al príncipe Felipe.
Todavía en el reinado de Carlos I consiguió el mando de una armada independiente, cuya misión fue guardar las costas meridionales de España y proteger la llegada de la Flota de las Indias.
Gracias a este mando se enfrentó a los corsarios franceses e ingleses y a los piratas berberiscos que operaban desde sus bases atlánticas. 
A los veinticuatro años, el 19 de marzo de 1550 contrajo matrimonio con Juana de  Zúñiga, hija de los condes de Miranda del Castañar, teniendo como descendencia cuatro hijas. Casó en segundas nupcias con María Manuel de Benavides, en la parroquia de san Esteban de Santisteban del Puerto (Jaén) el día  26 de abril de 1568, hija de Francisco de Benavides, V conde de Santisteban del Puerto e Isabel de la Cueva, V señora de Solera, tuvo tres hijas y a Álvaro de Bazán y Benavides, II Marqués de Santa Cruz.
En 1554 fue nombrado capitán general de la Armada con solo veintiocho años.
En 1556 realizó una arriesgada acción frente al cabo de Aguer, rindiendo dos barcos ingleses que llevaban armas y municiones a Fez.

### Acciones en el Mediterráneo
Álvaro de Bazán y Guzmán, tras el desastre de Los Gelves, en el que no participó, acudió con sus galeras en apoyo a las guarniciones de Orán y Mazalquivir, durante el sitio otomano de 1563, salvando las plazas de caer en manos berberiscas.

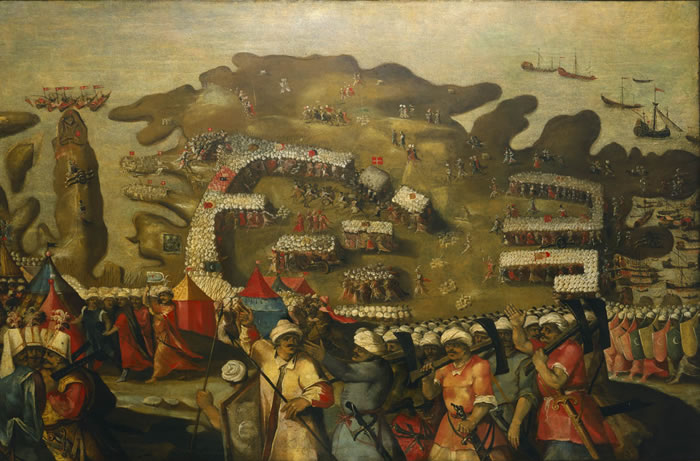
Sitio de Malta en 1565.

En estos tiempos Badis y el peñón de Vélez de la Gomera se habían convertido en un nido de piratas turcos y berberiscos. El 23 de julio de 1563 zarpó de Málaga una flota compuesta por cincuenta galeras bajo el mando de Sancho de Leyva. Se efectuó un desembarco en la costa próxima al peñón de forma un tanto desorganizada y tras algunas escaramuzas, Sancho de Leyva consideró prudente ordenar la retirada. Casi todos los oficiales apoyaron su opinión, pero no así Álvaro de Bazán, quien observó que abandonar sería ir contra las órdenes del rey y daría moral a los berberiscos y turcos. A pesar de todo, Sancho de Leyva ordenó el reembarco de las tropas. A principios de agosto la armada estaba de vuelta en Málaga.

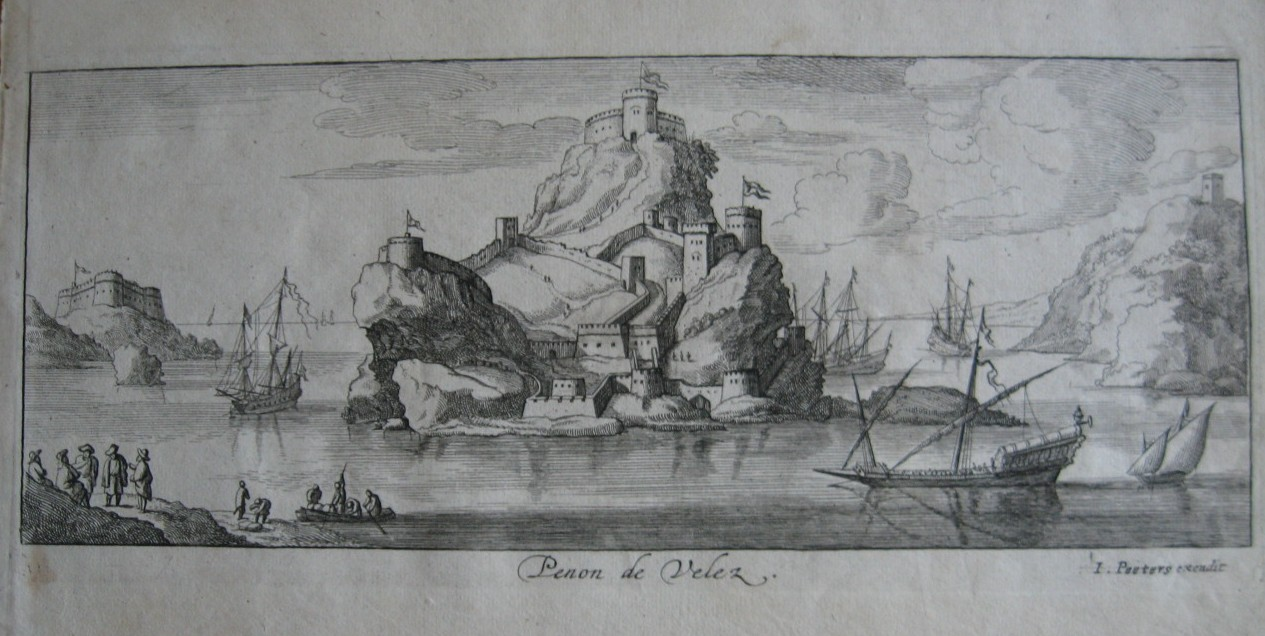
Fortaleza de Vélez de la Gomera.

Tras la marcha, los piratas volvieron a atacar las costas españolas con más insistencia, por lo que Felipe II insistió en la necesidad de tomar Vélez de la Gomera. Pasado un año se emprendió de nuevo el intento. En esta ocasión la flota tenía cien navíos bajo el mando de García Álvarez de Toledo y Osorio, quien contó con Álvaro de Bazán como lugarteniente. La flota zarpó de Málaga el 29 de agosto de 1564 y la consiguiente conquista fue un total éxito, quedando el 6 de septiembre en manos españolas en un combate que causó pocas bajas a las tropas españolas.   

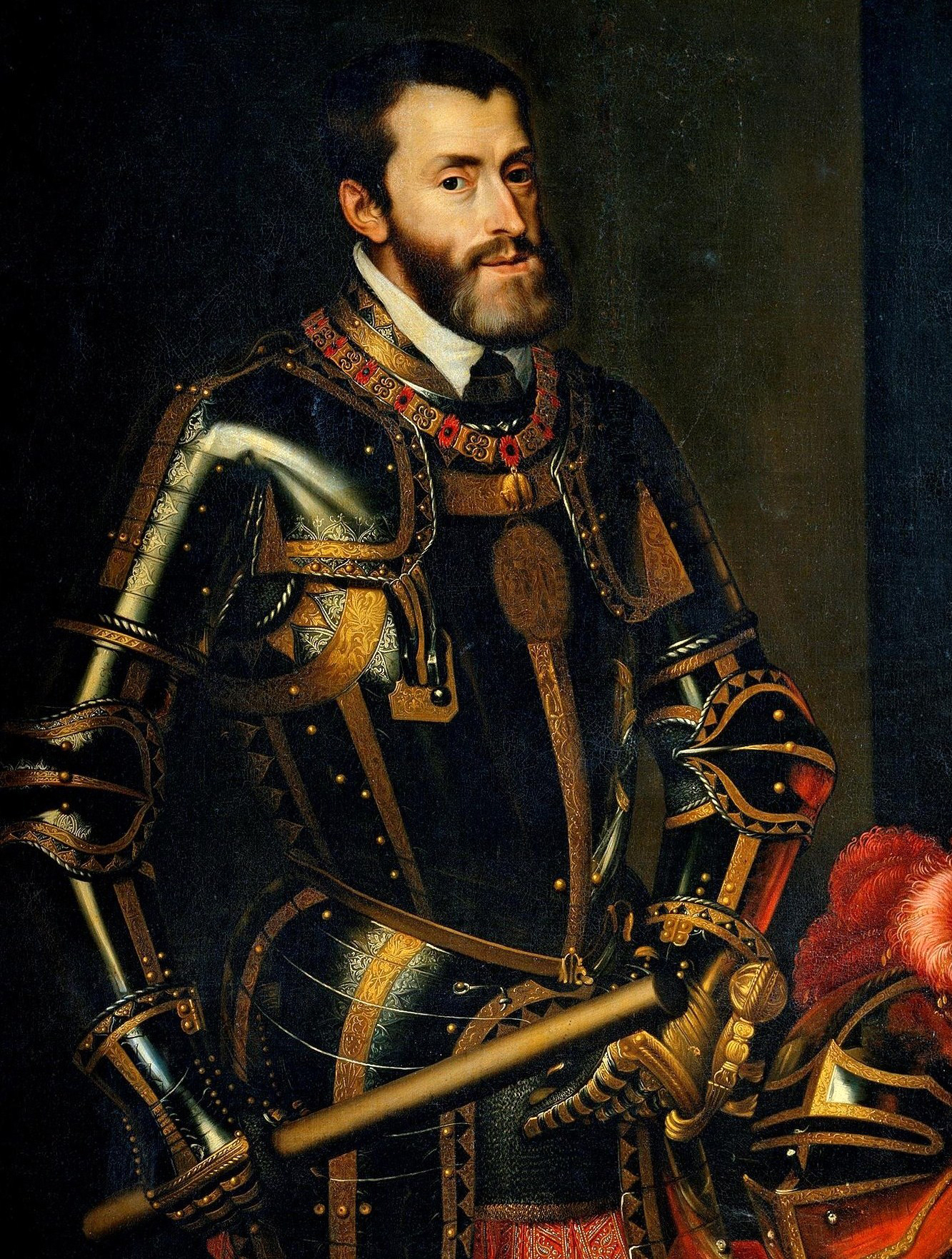
El rey Carlos I de España. Obra de Tiziano.

El Imperio otomano intentó dar un golpe de mano tomando Malta, con la intención de que le sirviese de base para la posterior conquista de Sicilia. La resistencia heroica de los malteses durante el sitio detuvo a la formidable flota de Pialí Bajá. El socorro de la plaza por las tropas españolas fue mérito casi exclusivo de Álvaro de Bazán, quien siguió adelante con la empresa de apoyo a pesar de la reticencia de gran parte de la corte de Felipe II.
En 1566 fue nombrado capitán general de las Galeras de Nápoles y poco después, el 19 de octubre de 1569, Felipe II le concedió el título de marqués de Santa Cruz por sus méritos, aunque se cuenta que ganó el título cuando el rey se compadeció de él al verlo estar al sol y le mandó cubrirse, y al agradecérselo aquel, el monarca le dijo: por el sol, Señor marqués, por el sol.
Durante estos años se dedicó a patrullar las costas italianas, reduciendo notablemente los ataques corsarios.

#### La batalla de Lepanto
En 1570 todo parecía confluir para que se produjera un choque entre las potencias cristianas y el Imperio otomano. 
Por un lado, el poder del sultán turco era cada vez mayor en el norte de África, lo que representaba una amenaza para el Imperio español, por cuanto hacía posible un desembarco otomano en la península ibérica en ayuda de los moriscos hispanos.
Por otra parte, la invasión de Chipre por las tropas de Selim II llevó a Venecia a decantarse por la acción.
El 25 de mayo de 1571 se firmaron en Roma las capitulaciones de la Santa Liga que unió al Imperio español, el Papado, la Serenísima República de Venecia, el Gran Ducado de Toscana, la República de Génova y el Ducado de Saboya. La Santa Liga tenía como fin la destrucción de las fuerzas de los turcos, que eran declarados enemigos comunes y quedaban dentro del ámbito de la acción Túnez, Argel y Trípoli.
Se nombraron tres comandantes. Por el Papado Marco Antonio Colonna, por Venecia a Sebastián Veniero y por el Imperio español a don Juan de Austria, quien ostentó el mando militar supremo de la Santa Liga.
La flota reunida por la Santa Liga estaba compuesta por doscientas siete galeras, seis galeazas y setenta y seis buques ligeros.

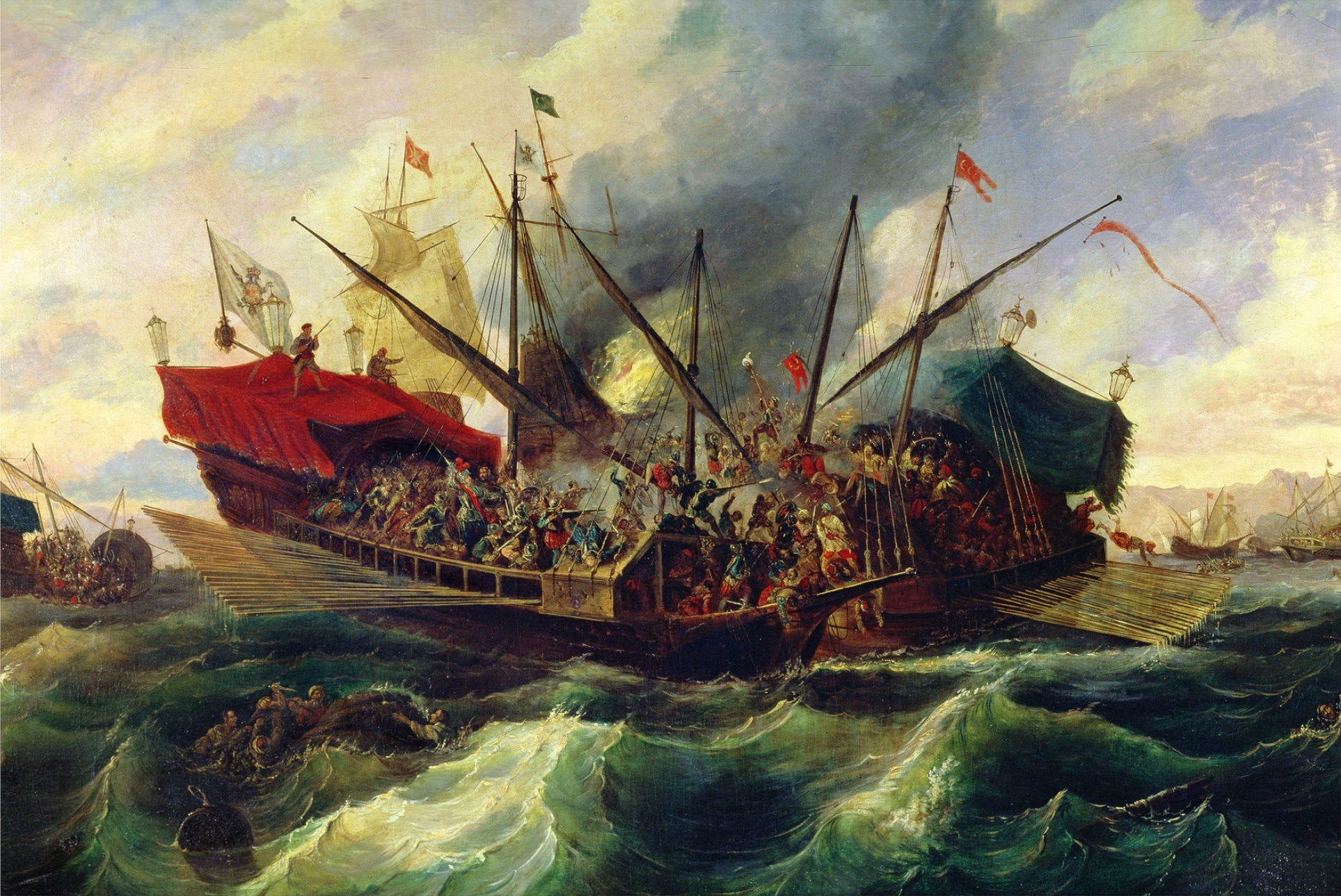
La Batalla de Lepanto. Obra de Antonio de Brugada.

Álvaro de Bazán y Guzmán se unió con las treinta galeras de la Escuadra de Nápoles el 5 de septiembre de 1571.
Desde el principio dio muestras de prudencia en sus consejos y se convirtió en uno de los más eficaces colaboradores de Don Juan de Austria a quien aconsejó que buscase sin demora un enfrentamiento contra el enemigo porque comenzaban a surgir roces entre los aliados.
En el orden de combate don Juan de Austria le dio a Álvaro de Bazán la misión de hacerse cargo de la retaguardia para socorrer aquellas zonas donde existiese más peligro para la armada cristiana. Para esta tarea se le asignaron treinta galeras, más una agrupación de embarcaciones menores.
El 7 de octubre de 1571 tuvo lugar la batalla de Lepanto. Su escuadra quedó a media milla, por la popa, de la línea de frente. 
Álvaro de Bazán fue responsable de que la flota cristiana partiese muy de mañana y formara quince millas afuera del golfo de Patras. Al comenzar el combate, Agostino Barbarigo, quien se encontraba al mando del ala izquierda cristiana, se separó de la formación, dejando un canal libre por el que la flota otomana podía amenazar la formación cristiana por el flanco.

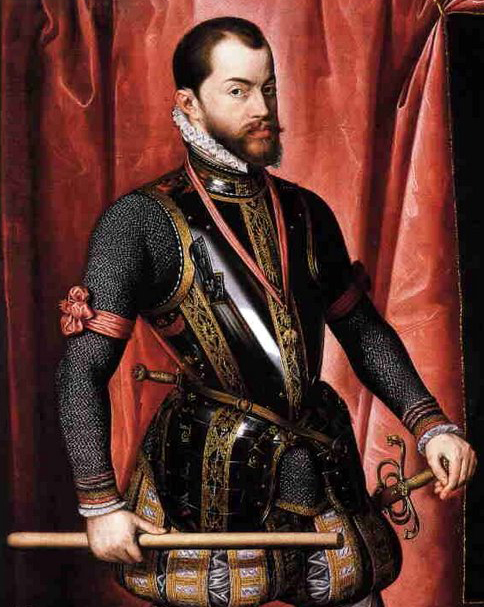
El rey Felipe II de España. Obra de Juan Pantoja de la Cruz.

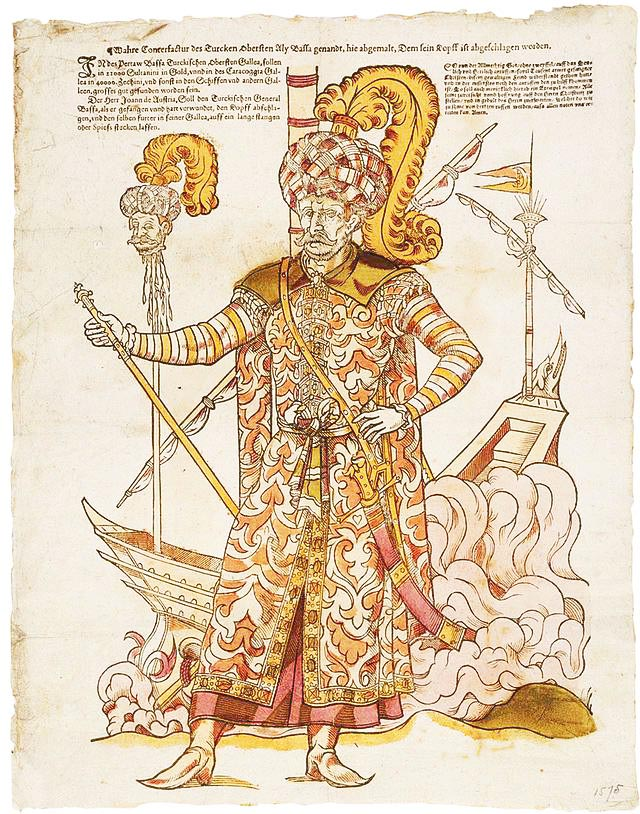
Alí Bajá

El ala otomana mandada por Mohamed Sirocco intentó envolver a Barbarigo, pero Álvaro de Bazán envió a diez galeras, bajo el mando de Martín de Padilla que decidió la situación en el flanco izquierdo, ya que los barcos otomanos quedan encerrados en una pinza y empujados contra la costa.
En el centro de la batalla, la galera La Real, nave capitana de Don Juan de Austria, se abalanzó contra la nave capitana turca de Alí Bajá, La Sultana y ambas naves se enzarzaron en un combate cerrado. Marco Antonio Colonna apoyó a la nave de Don Juan de Austria, situándose a la retaguardia de La Sultana y aislándola de socorro y refuerzo.
Álvaro de Bazán envió a diez galeras y un grupo de fragatas y bergantines para apoyar el éxito que puede suponer la captura de la nave capitana otomana. Como resultado de este refuerzo, el centro otomano quedó totalmente deshecho.

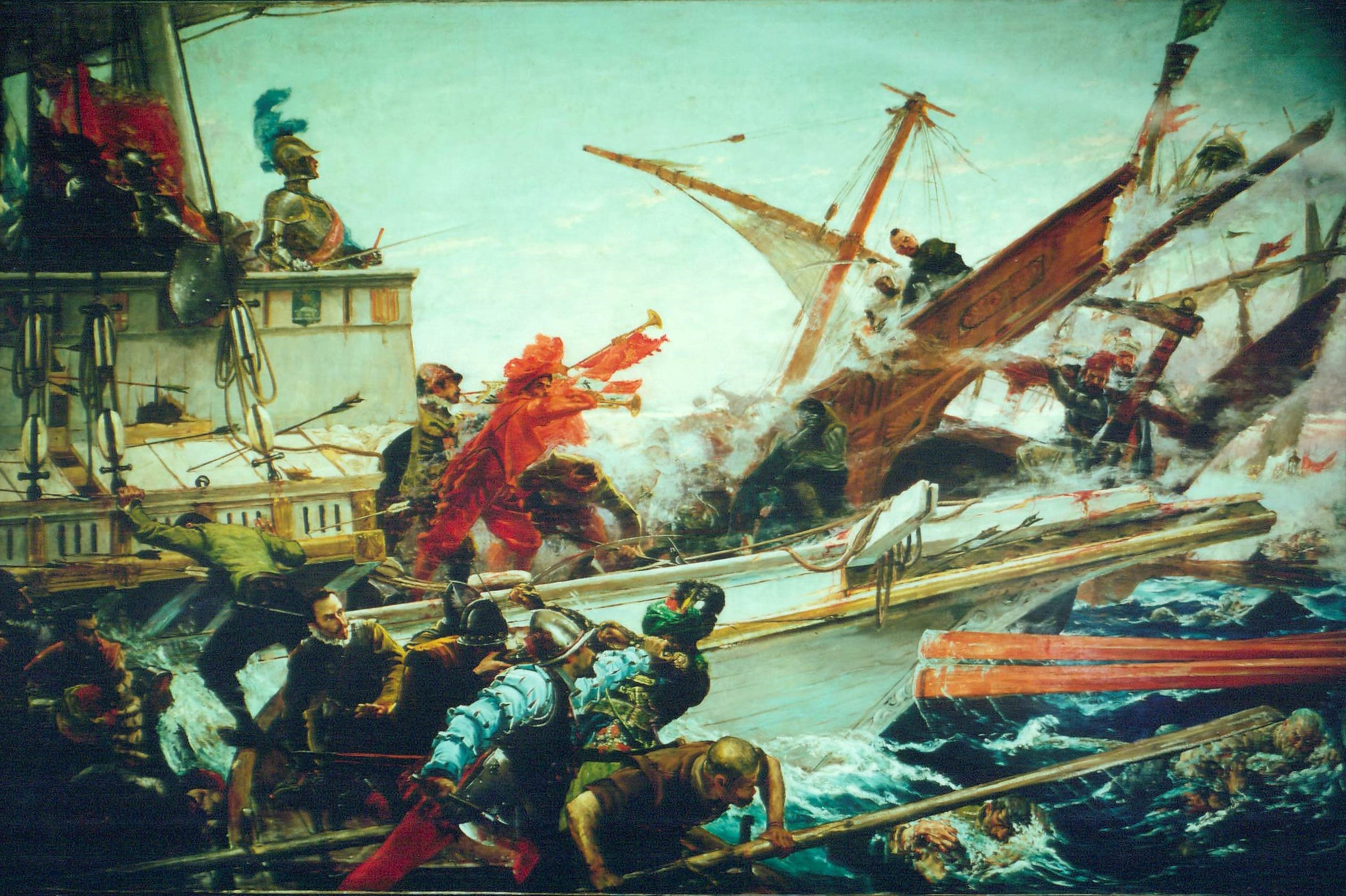
La Batalla de Lepanto. Obra de Juan Luna.

En el flanco derecho cristiano las cosas siguieron un rumbo distinto. Juan Andrea Doria quedó retrasado con respecto al resto de la formación cristiana y Uluj Alí sobrepasó la retaguardia del genovés y se dirigió al centro del combate. Doria fue tras él intentando darle alcance pero no puede detener su avance. Uluj Alí atacó a varias galeras de la Orden de Malta pero Álvaro de Bazán en persona, con las diez galeras que quedaban en retaguardia, pudo salvar la situación y obligar a Uluj Alí a emprender la retirada. 
Álvaro de Bazán fue el hombre clave en la victoria de Lepanto, sus órdenes salvaron la situación de la flota cristiana en tres momentos críticos y actuó en cada momento de la forma correcta maximizando los pocos recursos que tenía. Tras la Batalla de Lepanto, Álvaro de Bazán participó en la ofensiva que Juan de Austria dirigió con éxito sobre Túnez. En diciembre de 1576 fue nombrado capitán general de las Galeras de España.

### La campaña de Portugal

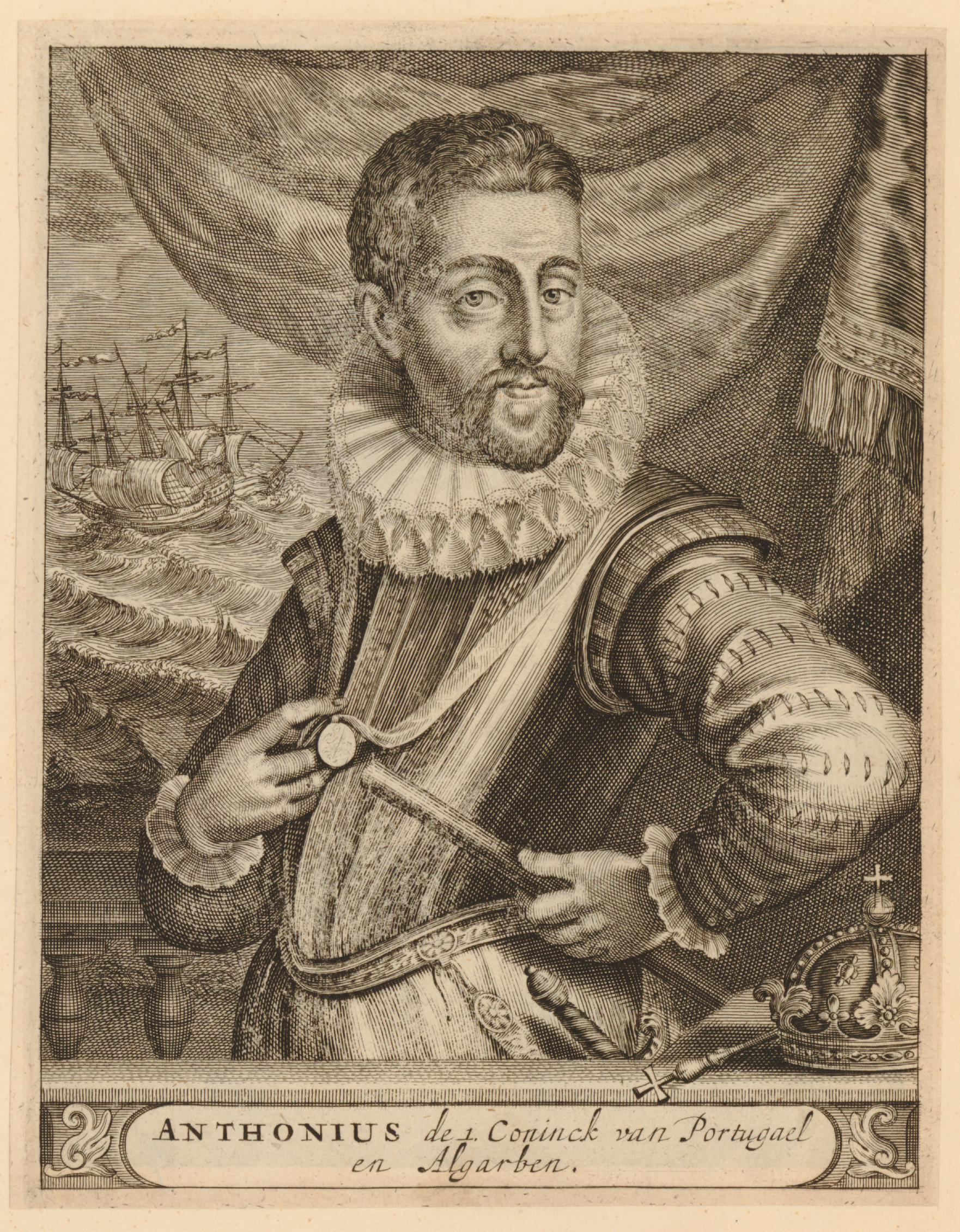
Antonio, prior de Crato.

Al morir Sebastián I de Portugal en 1578 sin descendencia, heredó el trono el cardenal Enrique I de Portugal, único hijo vivo de Manuel I de Portugal. En 1580 don Enrique I de Portugal falleció sin descendencia quedando vacante el trono de Portugal. Es entonces cuando Felipe II de España vio llegado el momento de completar la unidad de los países ibéricos, ya se creyó que le apoyaba el derecho por herencia de su madre Isabel de Portugal y por tanto nieto de Manuel I de Portugal.
A este objetivo se oponían Antonio, prior de Crato, quien creía ser el heredero, y las reinas Catalina de Médicis, regente de Enrique III de Francia e Isabel I de Inglaterra. La candidatura de Felipe II al trono portugués recibió el apoyo de la burguesía comerciante y financiera y la nobleza portuguesa, así como del alto clero, pero el pueblo llano y el bajo clero tienen unos sentimientos claramente anticastellanos. 
Mal armada y peor instruida, la hueste seguidora del pretendiente portugués no supuso ningún obstáculo para los tercios españoles de Fernando Álvarez de Toledo y Pimentel, III duque de Alba de Tormes que marcharon por tierra sobre Lisboa, y para la armada de Álvaro de Bazán, que penetró en el estuario del río Tajo neutralizando a la fuerza naval adepta al prior de Crato.
Felipe II entró triunfante en Lisboa y fue proclamado rey de Portugal en las Cortes de Tomar en 1581. Antonio, prior de Crato tuvo que escapar al norte y sin apoyo huyó a Inglaterra y después a Francia.
Todos los territorios portugueses acataron el nombramiento de Felipe como rey de Portugal menos una estratégica isla en el archipiélago de las islas Azores, la isla Terceira. La isla tenía un gran valor estratégico porque podía convertirse en un nido de piratas y porque por el régimen de vientos en el Atlántico hacía que todos los buques españoles que realizaban la “Carrera de las Indias” y los buques portugueses que regresaban de las Indias Orientales tuvieran que pasar por las islas Azores. 
Francia e Inglaterra enviaron sumas de dinero, tropas y navíos para apoyar la causa de Don Antonio, pero oficialmente no actuaban por cuenta de sus países, sino por cuenta propia, para no empeorar sus relaciones con España. Felipe II intentó convencer al gobernador de la isla Terceira de que aceptase su soberanía pero este se negó debido, entre otros motivos, a la llegada a ella de una pequeña escuadra francesa con quinientos hombres de armas y cartas acreditadas por el pretendiente prometiendo la ayuda de una poderosa escuadra y tropas al mando del condotiero Felipe Strozzi.
Felipe II envió a Pedro Valdés con cuatro naos grandes para proteger la flota de las Indias pero, por su cuenta y sin tener órdenes para ello, intentó tomar la isla Terceira y fue derrotado en la batalla de Salga (1581).     

#### La batalla de la Isla Terceira
El rey Felipe II comenzó los preparativos para reunir una escuadra potente para la siguiente campaña y ponerla bajo el mando de Álvaro de Bazán y Guzmán, quien debía ocuparse de todo lo necesario. Reunió una armada de sesenta naos gruesas, más otras veinte ligeras, llevando además barcas chatas que sirviesen para facilitar el desembarco en la isla de diez mil soldados.
Los partidarios de Don Antonio no se habían mantenido inactivos y habían erigido en la isla cincuenta fuertes artillados y se estaba construyendo en Francia una escuadra que se pondría al mando de Felipe Strozzi. 
La flota francesa zarpó el 16 de junio de Belle Isle y tras un mes de navegación fondeó en la isla de San Miguel, creyendo que era la isla de Santa María. Felipe Strozzi desembarcó con mil doscientos hombres e intentó tomar el fuerte de Punta Delgada, pero no pudo rendir la plaza y debió reembarcarse porque Álvaro de Bazán se acercaba con su armada.

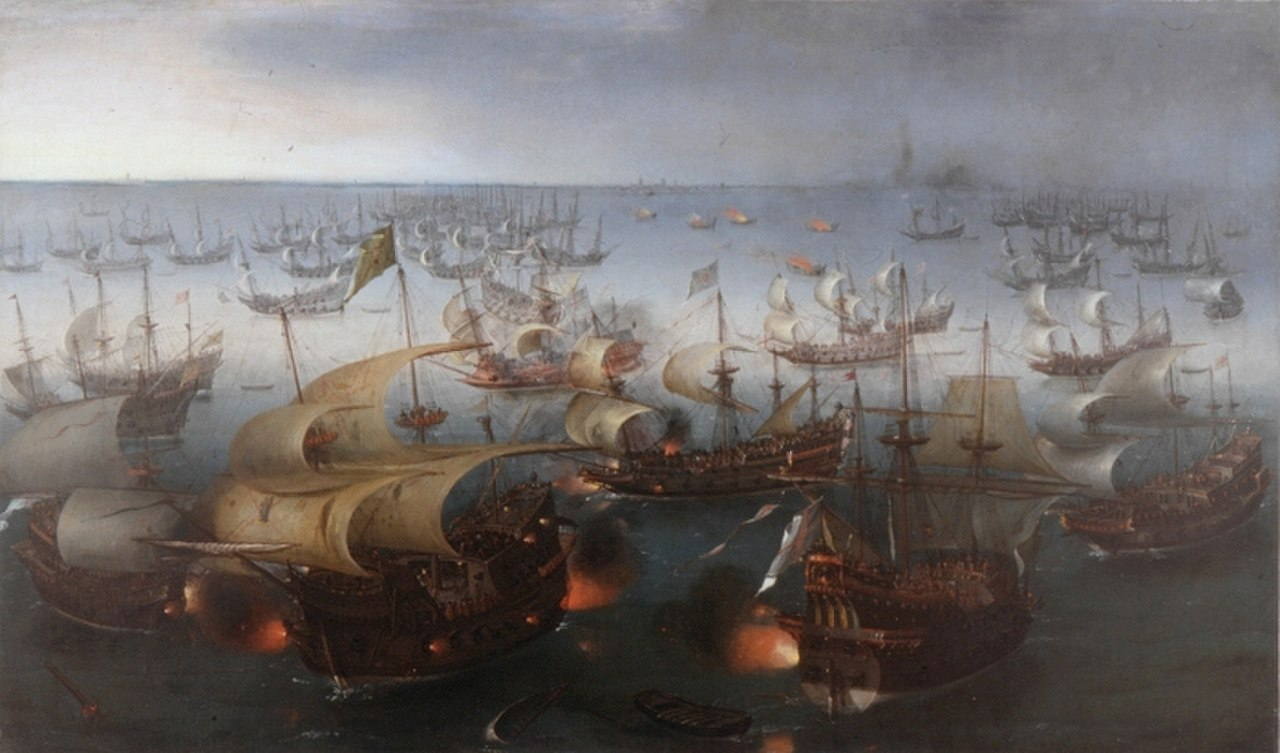
Batalla naval con galeones según Hendrik Cornelisz. Vroom.

Sabiendo de la partida de Felipe Strozzi, Álvaro de Bazán había salido de Lisboa el 6 de julio hacia la isla de San Miguel con la intención de interceptar a la armada de Strozzi. Bazán partió sin esperar las veinte naos y doce galeras que se encontraban en Cádiz. Una fuerte tormenta hizo que la nao Anunciada tuviera que regresar a Lisboa con parte de la tropa, por lo que Álvaro de Bazán se enfrentó a Strozzi con dos galeones del rey —San Martín y San Mateo—, quince naos y ocho urcas, en total veinticinco naves de guerra con cuatro mil quinientos soldados de infantería embarcada.

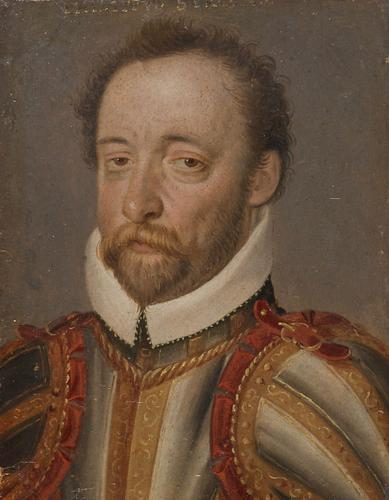
Felipe Strozzi.

Felipe Strozzi contaba con una flota de 60 galeones más ligeros que los españoles y urcas con siete mil soldados.
Desde el 22 de julio ambas escuadras maniobraban buscando ventaja sobre el contrario. Incluso el día 23 tuvieron una escaramuza en la que la flota francesa lleva la peor parte. Pero el choque definitivo se dio el 26 de julio. Ambas escuadras se avistaron a 18 millas al sur de la isla de San Miguel, separadas tres millas entre sí. Álvaro de Bazán intercaló en su línea de combate las naves más poderosas con las más ligeras, con el pensamiento de que las naves más pesadas sostuvieran el combate mientras las más maniobrables las apoyaban.
La escuadra francesa tenía a favor el viento y el sol. El combate empezó con el avance de las naves de vanguardia francesas contra el galeón San Mateo. Cuatro naves la rodeaban impidiendo la llegada de ayuda al galeón español. Sin embargo, el San Mateo fuertemente artillado respondió a los ataques y resiste durante dos horas el acoso de sus atacantes.

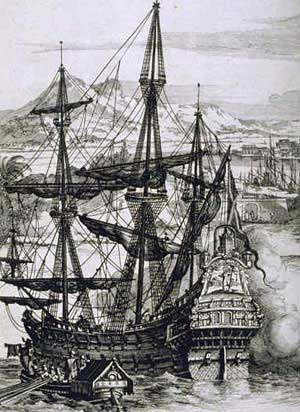
Galeón español.

Entretanto Álvaro de Bazán había ganado barlovento con el San Martín y otros siete buques. La potencia de fuego del San Martín hizo que varios bajeles franceses se retiraran dejando al descubierto los barcos gobernados por Felipe Strozzi y el duque de Brissac, que fueron abordados por las naos Juana y María, pero otras naves francesas se lanzaron a la batalla formándose un combate cuerpo a cuerpo con toda clase de armas.
La nao Concepción se incrustó entre el San Mateo y el buque de Strozzi descargando un mortífero fuego. 
Mientras Álvaro de Bazán maniobraba para ir eliminando a los buques enemigos e ir aliviando a las naves que se encuentran más apuradas. En esta situación, Brissac abandonó la batalla dejando solo a Felipe Strozzi que dio la señal de retirada pero se vio atacado por ambos flancos por el San Martín y la nao Catalina, teniendo que rendirse. La rendición del buque insignia fue la señal para que todas las naves francesas iniciaran la huida.
La batalla de la Isla Terceira terminó con la victoria española. Las tropas de Álvaro de Bazán sufrieron doscientas veinticuatro bajas y quinientos treinta y tres heridos, siendo la nao María y el galeón San Mateo con cuarenta y cinco y cuarenta muertos y cincuenta y dos y setenta y cuatro heridos los que más bajas han sufrido. Las bajas francesas ascendieron a entre mil doscientos y mil quinientos muertos perdiendo diez buques (dos incendiados, cuatro hundidos y cuatro abandonados).
Tras la batalla se dirigió a la isla de San Miguel para reparar las averías de sus barcos, hospitalizar a los heridos y juzgar en consejo de guerra a los prisioneros.
En el consejo de guerra se acusó a los prisioneros franceses de piratas, pues habían combatido bajo bandera francesa sin estar esta nación en guerra con España. La defensa recusó argumentando que existía una guerra secreta entre España y Francia, pero Álvaro de Bazán no admitió tal justificación y dio por falsas las patentes que presentaban los prisioneros y ateniéndose a las instrucciones que había recibido de Felipe II y de Enrique III de Francia, quien había accedido a que todo pirata, aunque fuera de origen francés, fuera condenado a muerte, firmó la sentencia a muerte por la que los prisioneros morirían: degollados los señores y caballeros y ahorcados los marineros y soldados. La sentencia se cumplió el 1 de agosto de 1582 en la plaza de Villaflanca.

#### La conquista de la isla Terceira
El rey Felipe II confiaba en que Álvaro de Bazán y Guzmán desembarcara en la isla Terceira, si bien consideraba más importante la seguridad de la flota de Indias. Álvaro de Bazán no llegó a realizar el desembarco por diversas razones. En primer lugar, carecía de medios para lanzar una ofensiva. Segundo, debía dar seguridad a la flota de Indias y, por último, un temporal le convenció de lo inoportuno de efectuar cualquier operación de desembarco.

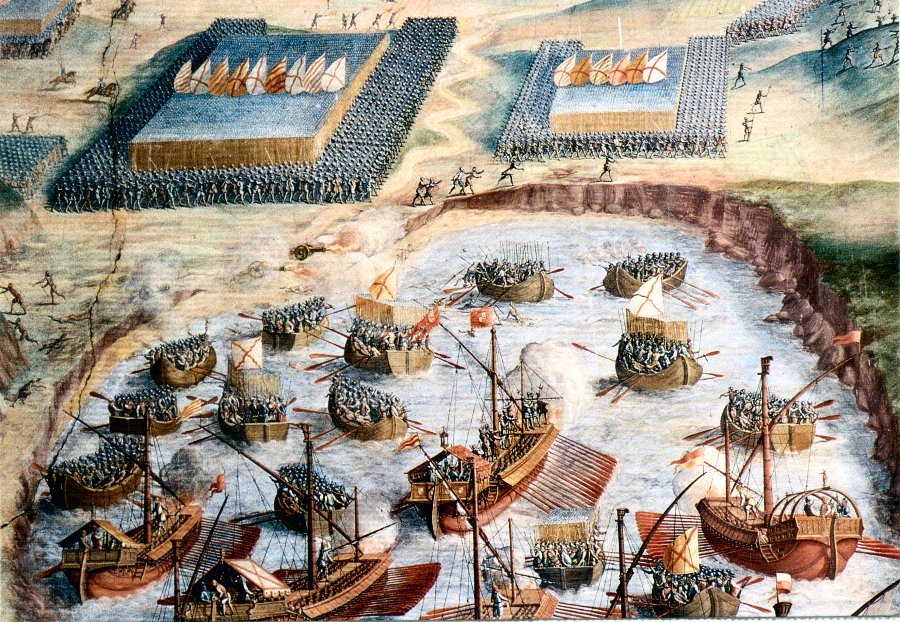
Desembarco de los Tercios en la isla Terceira.

Felipe, tras volver a intentar convencer al gobernador de la isla de que aceptara su soberanía, ordenó a Álvaro de Bazán que organizara una nueva escuadra el 10 de febrero de 1583 con el objetivo de tomar la isla. Francia e Inglaterra mandaron otra armada, puesta bajo el mando de Aymar de Chaste y que contaba con quince buques y mil soldados, en ayuda de la isla.
El 23 de junio zarpó la flota que contaba con noventa y tres embarcaciones y más de ocho mil soldados y llegó a la isla Terceira entre los días 23 y 24 de julio. Apenas fondeó la armada, se envió a un emisario para requerir la paz, prometiendo salida libre a los extranjeros con armas, banderas y equipajes, pero el embajador fue recibido por fuego de arcabucería salvando la vida de casualidad.
Tras comprobar la imposibilidad de alcanzar la paz, se buscó en la isla el lugar donde el desembarco se pudiera realizar con mayor efectividad, encontrándose una zona conocida como cala de las Molas, que finalmente es la elegida.
La madrugada del 26 de julio empezó la operación anfibia. Mientras varias embarcaciones se dirigieron a bombardear los fuertes cercanos, para fijar las tropas allí estacionadas, comenzó un fuerte fuego artillero contra las posiciones de tierra y las barcas de desembarco se acercaron a tierra. Los primeros en llegar a tierra fueron el alférez Francisco de la Rúa, el capitán Luis de Guevara y el soldado Rodrigo de Cervantes (hermano de Miguel de Cervantes).
Las tropas españolas atacaron las trincheras que defendían la playa y rápidamente desalojaron a las tropas franco-portuguesas. Desde Praia da Vitória y otros fuertes acudieron fuerzas enemigas, pero los españoles tomaron posiciones fuertes que permitieron interceptar los refuerzos que eran mandados desde Angra do Heroísmo. 
Llegados finalmente a tierra Álvaro de Bazán y Lope de Figueroa se tomaron medidas para conquistar el fuerte de San Sebastián. Todo el día 26 fue necesario para tomar la villa y la tropa española tuvo unas bajas de setenta muertos y trescientos heridos.
Al día siguiente, Álvaro de Bazán dirigió sus tropas contra Angra do Heroísmo mientras ordenó a la flota que ataque a las naves fondeadas en la bahía. La ciudad y la bahía fueron ocupadas con facilidad por las fuerzas españolas mientras los franceses se internaban en la isla para preparar una desesperada resistencia que no tuvo ningún éxito.

### Preparación de la invasión de Inglaterra
Todavía se encontraba Álvaro de Bazán y Guzmán en las Azores cuando envió al rey Felipe II su primera propuesta de ataque a Inglaterra que fue rechazada.
A partir de su regreso a Lisboa, el 2 de marzo de 1585, Álvaro de Bazán desempeñó su cargo de capitán general del Mar Océano y la Capitanía General de la gente de guerra de Portugal gozando de amplias facultades.

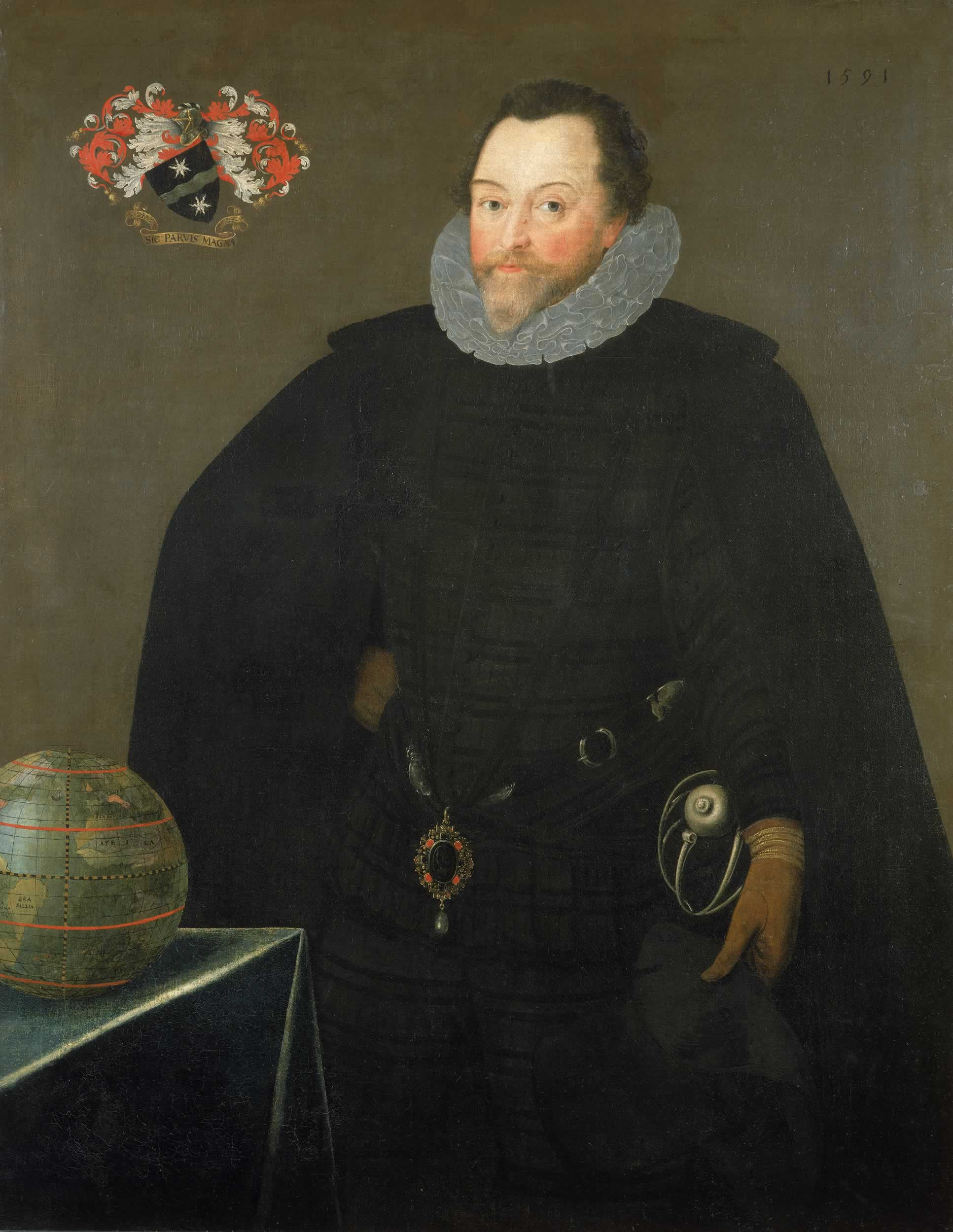
Francis Drake.

En abril de 1585 se supo en España de la preparación de una expedición por parte de Francis Drake que podría tener como destino Portugal o América. 
Álvaro de Bazán propuso el 30 de abril la creación de una escuadra consistente en 40 navíos con más de 2000 hombres de mar y 3000 soldados. Estas medidas fueron incrementadas con el arresto de naves de Inglaterra, Alemania y otros países que se encontraban en puertos españoles.
Al finalizar el Sitio de Amberes por parte de Alejandro Farnesio, toda la fachada atlántica hasta Dinamarca podía convertirse en hostil para Inglaterra, por lo que Isabel envió más ayuda a las fuerzas rebeldes en los Países Bajos. Ante la hostilidad inglesa, Felipe II decidió iniciar los preparativos para intervenir en Inglaterra. Álvaro de Bazán, que no había sido consultado, hizo llegar a Felipe II, el 13 de enero de 1586, una propuesta de conquista para Inglaterra instando al monarca a tomar la iniciativa. El plan de Bazán incluía dar primero un golpe en Irlanda para instigar una rebelión local con la que derribar el dominio inglés de la isla, tras lo cual se dirigiría al canal para invadir propiamente Inglaterra.
El 26 de enero de 1586 se le ordenó a Álvaro de Bazán preparar una escuadra para proteger Galicia, Portugal y Vizcaya del acoso corsario. La incursión de Drake en Cádiz y otros contratiempos retrasaron la formación de la armada. Durante estos meses, que serían los últimos de su vida, Álvaro de Bazán se entregó plenamente a formar una armada capaz de realizar la tarea que se le había encomendado. 
Felipe II terminó impacientándose por la tardanza en la formación de la flota que debía invadir Inglaterra y se dirigió a Álvaro de Bazán en términos muy duros, puesto que debido a intrigas y desavenencias se había convencido Felipe II de que Álvaro de Bazán retrasaba injustificadamente el momento de hacerse a la mar. Si bien no existe constancia de la causa por la que retrasó su partida, parece deducirse su descontento y su falta de confianza en los medios que habían sido puestos a su disposición.
Según algunos autores, las desavenencias entre el rey y el almirante continuaron hasta que el 4 de febrero de 1588 fue cesado de su mando de la armada. Sin embargo, otras fuentes desmienten esta opinión y que Álvaro de Bazán fuera cesado. De hecho en una carta fechada el 8 de febrero y dirigida al almirante, Felipe II se muestra satisfecho porque el marqués está preparado para la salida de la Gran Armada y la carta por la que comunica al duque de Medina Sidonia su nombramiento como jefe de la Armada lleva fecha de 14 de febrero de 1588, posterior a la muerte del marqués de Santa Cruz.
Álvaro de Bazán falleció en Lisboa el 9 de febrero de 1588. Sus restos fueron depositados en la iglesia de Nuestra señora de la Asunción de Viso del Marqués hasta que se trasladaron en 1645 al panteón familiar situado en el convento de San Francisco de la misma localidad. En 1836, con motivo de la desamortización de Mendizábal, sus restos fueron trasladados a la iglesia nuevamente y en 1988 la Armada Española le organizó un funeral que ubicó nuevamente el féretro en el Palacio del Marqués de Santa Cruz.

## Logros militares

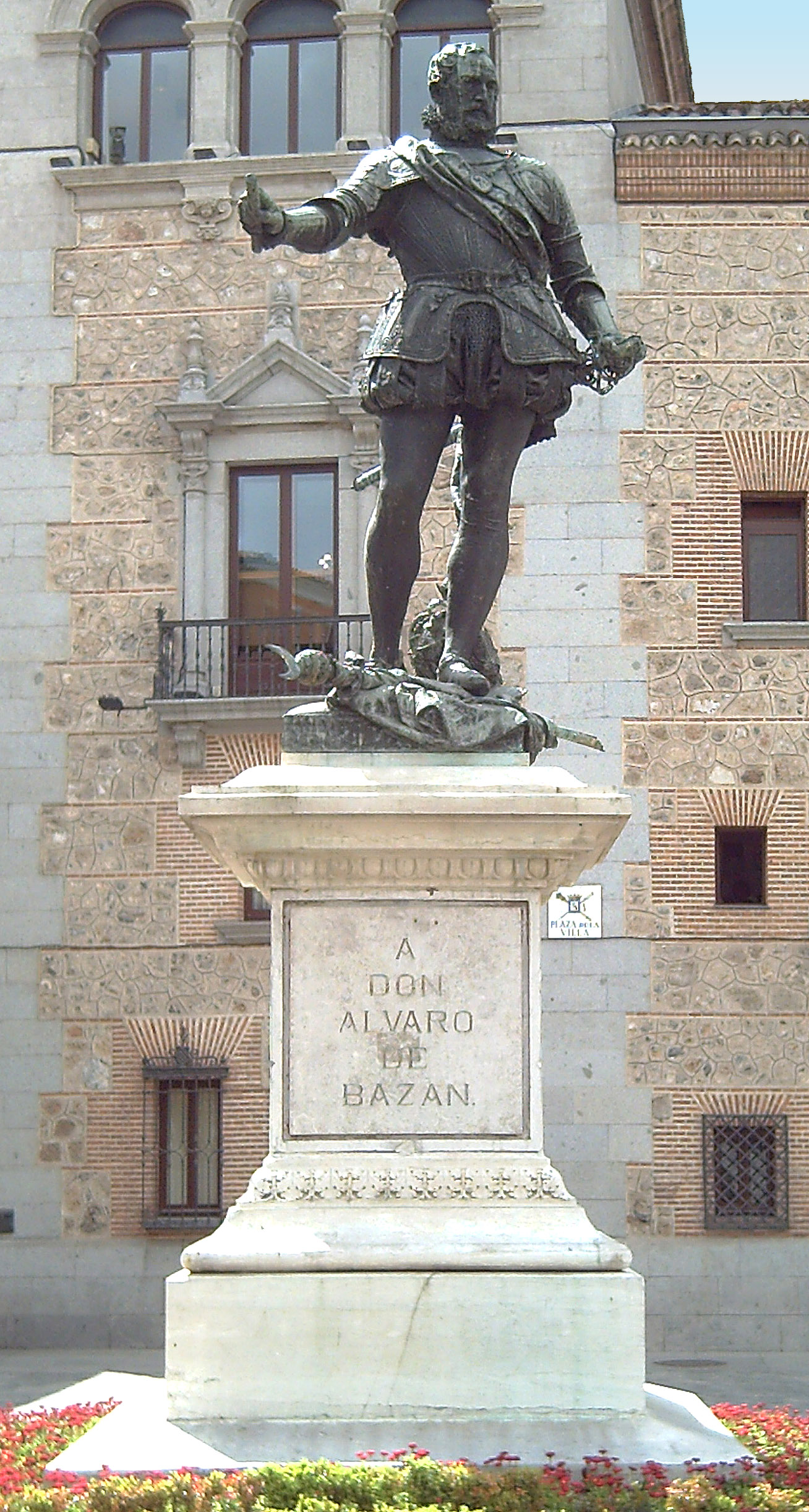
Monumento a Álvaro de Bazán y Guzmán en la plaza de la Villa de Madrid (Mariano Benlliure, 1891)

Las cifras resultantes de las campañas militares de Álvaro de Bazán y Guzmán reafirman su puesto de honor entre los más grandes marinos que haya dado España:
- Islas rendidas: 8
- Ciudades rendidas: 2
- Villas rendidas: 25
- Castillos y fuertes tomados: 36
- Capitanes generales derrotados: 8
- Maestres de campo derrotados: 2
- Señores y caballeros principales derrotados: 60
- Soldados y marinos franceses rendidos: 4759
- Soldados y marinos ingleses rendidos: 780
- Soldados y marinos portugueses rendidos: 6243
- Prisioneros cristianos liberados: 1564
- Galeras reales capturadas: 44
- Goletas capturadas: 21
- Galeones y naves de alto bordo capturados: 99
- Bergantines capturados: 27
- Caramuzales turcos apresados: 7
- Cárabos moriscos apresados: 3
- Galeazas apresadas: 1
- Piezas de artillería capturadas: 1814
- Derrotas: 0

## Marqués y mecenas
El poeta renacentista Cristóbal Mosquera de Figueroa, al dedicarle uno de sus libros, da la relación de títulos y honores que poseía Álvaro de Bazán y Guzmán: 

Elogio del excelentíssimo señor Don Álvaro de Baçán, marqués de Santa Cruz, señor de las Villas del Viso y Valdepeñas, Comendador mayor de León, del Consejo de su Magestad, y su Capitán General del mar Océano y de la gente de guerra del Reyno de Portugal.
(Madrid, 1596)

Por sus méritos militares, el rey Felipe II le concedió el título de nobleza de marqués de Santa Cruz por ser señor de la villa de Santa Cruz de Mudela, con lo que el Viso del Puerto pasó a llamarse Viso del Marqués. Compró a Felipe II el señorío de la villa de Valdepeñas.

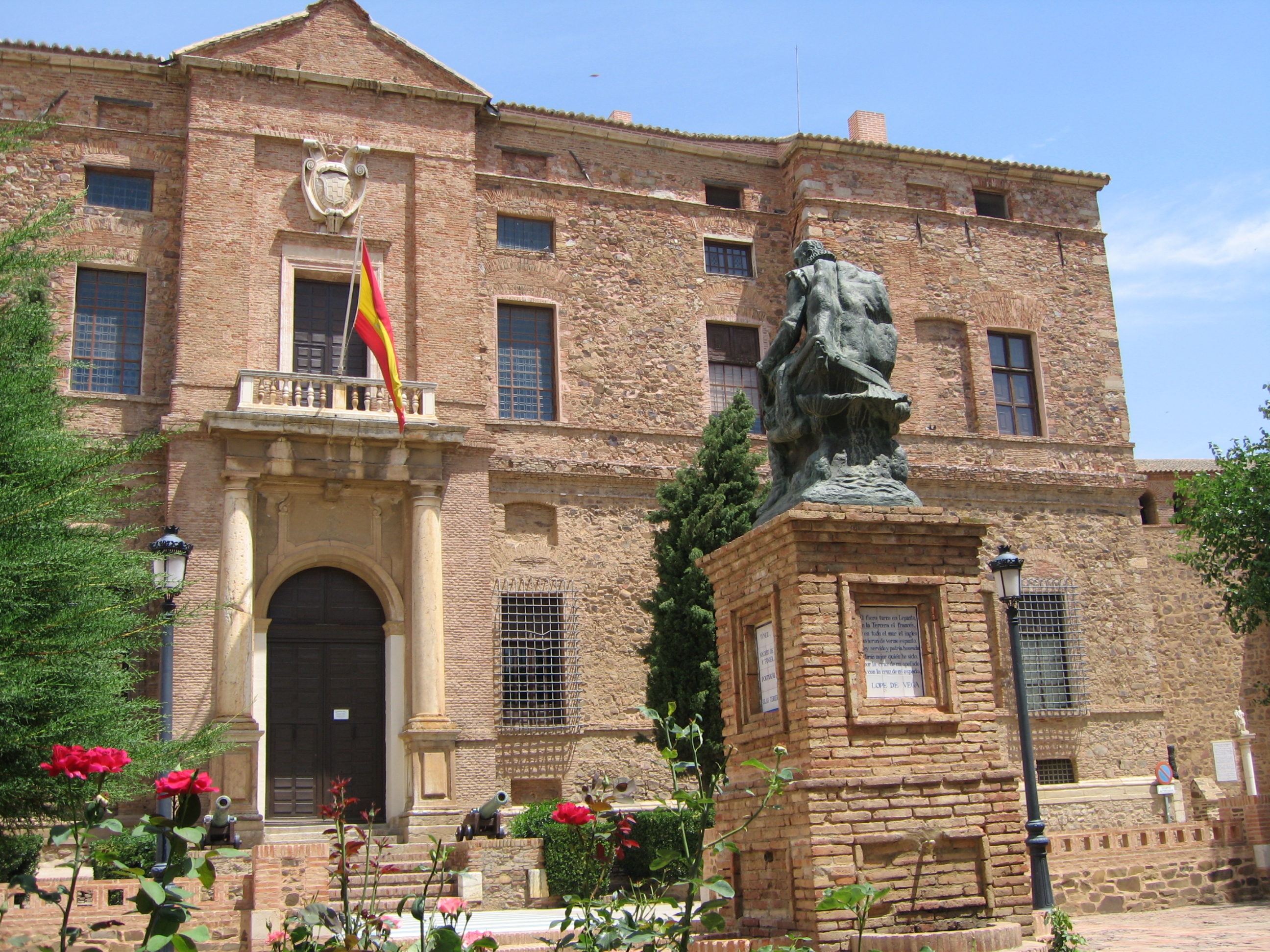
Palacio de los marqueses de Santa Cruz y Archivo General de la Marina Álvaro de Bazán, en la localidad de Viso del Marqués.

Construyó a fines del siglo XVI dos palacios, uno en la plaza mayor de Valdepeñas, que no se conserva, y otro al lado de la iglesia parroquial de El Viso del Marqués, que sí se conserva, el Palacio del Marqués de Santa Cruz y es utilizado actualmente como Archivo General de la Marina Álvaro de Bazán. La obra de este último se comenzó en 1564 según las trazas de Giovanni Battista Castello el Bergamasco, según dice Ceán Bermúdez, aunque Fernando Marías sostiene que el palacio fue proyectado por Enrique Egas el Mozo y continuado por el Bergamasco cuando llegó de Italia en 1566 acompañado de buenos artistas y decoradores. El palacio es considerado una joya del Renacimiento español.
Álvaro mandó decorar el palacio con buenos frescos del pintor manierista italiano Giovanni Battista Peroli, que llegó de Italia en 1574 contratado por el marqués para trabajar en el palacio en compañía de sus familiares Esteban y Juan Esteban Peroli y de Cesare de Bellis, veneciano, al que se ha confundido desde Ceán Bermúdez con Cesare Arbasia.
El marqués quería residir a mitad de camino entre la Corte y el puerto de Sevilla, al que como marino famoso tenía que acudir frecuentemente; a lo largo de toda su vida se preocupó en redimir cautivos de los musulmanes. En la iglesia parroquial aledaña, Nuestra Señora de la Asunción, se encuentra depositado por el marqués como exvoto un reptil de colosales proporciones conocido como "el Lagarto del Viso". Se trata de un cocodrilo del Nilo disecado y que está colgado bajo la bóveda central del presbiterio en una de las paredes laterales, regalo al marqués de un bajá musulmán en uno de sus viajes.
Los marqueses de Santa Cruz protegieron las artes y las letras. Varios escritores les dedicaron algunas de sus obras. Tal fueron los casos de Lope de Vega, Luis de Góngora y Miguel de Cervantes. Don Álvaro es muy posible que protegiera a Bernardo de Balbuena y otros poetas, como un desconocido «bachiller Jarana». El hijo de don Álvaro favoreció a Félix Lope de Vega, quien le dedicó una comedia, y durante el siglo XVIII fomentaron las industrias locales y la educación en sus señoríos y protegieron a escritores e intelectuales ilustrados como Carlos de Praves, José Viera y Clavijo o Manuel Lanz de Casafonda, que fueron preceptores de sus hijos.

## Álvaro de Bazán en la cultura
| Poesía dedicada por Lope de Vega en 1588 a Álvaro de Bazán y Guzmán: El fiero turco en Lepanto, en la Tercera el francés, y en todo mar el inglés, tuvieron de verme espanto. Rey servido y patria honrada dirán mejor quién he sido por la cruz de mi apellido y con la cruz de mi espada. Epitafio escrito por Luis de Góngora en 1588 a Álvaro de Bazán y Guzmán: No en bronces, que caducan, mortal mano, Oh católico Sol de los Bazanes Que ya entre gloriosos capitanes Eres deidad armada, Marte humano, Esculpirá tus hechos, sino en vano, Cuando descubrir quiera tus afanes Y los bien reportados tafetanes Del turco, del inglés, del lusitano. El un mar de tus velas coronado, De tus remos el otro encanecido, Tablas serán de cosas tan extrañas. De la inmortalidad el no cansado Pincel las logre, y sean tus hazañas Alma del tiempo, espada del olvido. En el capítulo XXXIX de la novela Don Quijote de la Mancha, Miguel de Cervantes le otorgó a Álvaro de Bazán y Guzmán la condición de invicto y padre de los soldados: Tomóla la capitana de Nápoles, llamada La Loba, regida por aquel rayo de la guerra, por el padre de los soldados, por aquel venturoso y jamás vencido capitán don Álvaro de Bazán, marqués de Santa Cruz. |

### Elogio de Bernardo de Balbuena en El Bernardo
En el Libro II de El Bernardo, Balbuena le elogia como capitán general del Mar Océano y predice su muerte previa a la Gran Armada contra Inglaterra: 

El que sobre este carro cristalino / el mar gobierna en venturoso freno, / si al mundo hallare su valor camino / para dejarlo de vitorias lleno, / de Santa Cruz será marqués divino, / y si la Parca en su enlutado seno / antes de tiempo su valor no encierra, / temblar hará el furor de la anglia tierra..

## Buques de la Armada Española
Desde el siglo XIX varios buques de la Armada Española han llevado el nombre de Álvaro de Bazán:
- El primero fue un buque de vapor de tres mástiles que sirvió entre 1841 y 1873 (inicialmente llamado Regente, rebautizado en 1844).
- El segundo fue uno muy similar que sirvió entre 1873 y 1884.
- El tercero fue un cañonero-torpedero botado en 1897 que prestó sus servicios entre 1904 y 1926.
- El cuarto fue una fragata, cabeza de su clase, botada en 2000. Su madrina fue Casilda de Silva, marquesa de Santa Cruz. Entró en servicio en 2002.